# Stig Ribbing
Bo Carl Stig Ribbing (* 5. Januar 1904 in Jönköping; † 28. September 2002 in Stockholm) war ein schwedischer Pianist und Musikpädagoge.

## Leben und Werk
Stig Ribbing studierte in Stockholm und Berlin.
Er debütierte 1927 in Stockholm. Er wurde vor allem als Kammermusiker und Klavierbegleiter bekannt. Er leistete mit einer Reihe von Aufnahmen und Konzerten im Verein für zeitgenössische Musik Fylkingen in Stockholm einen bedeutenden Beitrag für die zeitgenössische schwedische Klaviermusik. 1921 wurde er Lehrer für Klavier an der Königlichen Hochschule für Musik in Stockholm. Seit 1925 wirkte er als Pianist beim Schwedischen Hörfunk.
Stig Ribbing war seit 1969 Mitglied der Königliche Schwedischen Musikakademie.